# America, le film
Pour les articles homonymes, voir America.
Pour plus de détails, voir Fiche technique et Distribution.
America, le film (America: The Motion Picture) est un film d'animation pour adultes américain de Matt Thompson sorti en 2021 sur Netflix. Il s'agit d'un film parodiant l'histoire des Pères fondateurs des États-Unis et de la révolution américaine.

## Synopsis
Dans une ligne temporelle alternative, George Washington — armé d'une tronçonneuse — fait notamment équipe avec Sam Adams, Paul Revere, Thomas Edison (qui est une Chinoise), le chef amérindien Geronimo et le « Fort Jeuron » (ou John Henry). Ensemble, ils vont affronter les Anglais (ou, comme ils les appellent, les Pisse-froid).

## Fiche technique
Sauf indication contraire, les informations mentionnées dans cette section peuvent être confirmées par la base de données cinématographiques IMDb,  présente dans la section « Liens externes ».
- Titre original : America: The Motion Picture
- Titre : America, le film
- Réalisation : Matt Thompson
- Scénario : Dave Callaham
- Montage : Christian Danley
- Musique : Mark Mothersbaugh
- Production : Will Allegra, Jeff Fastner, Neal Holman, Phil Lord, Chris Miller et Eric Sims

Producteurs délégués : Dave Callaham, Reid Carolin, Peter Kiernan, Adam Reed, Channing Tatum et Matt Thompson
- Sociétés de production : Lord Miller Productions, Floyd County Productions et Free Association
- Sociétés de distribution : Netflix
- Pays d'origine :  États-Unis
- Langue originale : anglais
- Format : couleur - HD - 16/9 - son dolby digital
- Genre : animation, comédie, parodie, action, uchronie
- Durée : 98 minutes
- Dates de sortie[1] :
  - Monde : 30 juin 2021 (sur Netflix)
- Classification[2] :
  - États-Unis : Rated R (Restricted)

## Distribution

### Voix originales
- Channing Tatum : George Washington
- Jason Mantzoukas : Sam Adams
- Olivia Munn : Thomas Edison
- Bobby Moynihan : Paul Revere
- Judy Greer : Martha Washington
- Will Forte : Abe Lincoln
- Raoul Trujillo : Geronimo
- Killer Mike : le forgeron (Blacksmith en VO) / John Henry
- Simon Pegg : le roi Jacques
- Andy Samberg : Benedict Arnold

### Voix françaises
- Donald Reignoux : George Washington
- Frédéric Souterelle : Samuel Adams
- Geneviève Doang : Thomas Edison
- Jérémy Prévost : Paul Revere
- Pierre Jacques : Géronimo
- Damien Ferrette : Abraham Lincoln
- Thierry Gondet : Benedict Arnold
- Michel Vigné : Le roi Jacques
- Ingrid Donnadieu : Martha Washington
- Boris Rehlinger : Transporteur / Clyde
- Marc Arnaud : Thomas Jefferson
- Jean-Michel Vaubien : Forgeron (Blacksmith en VO) / John Henry

## Production
En mars 2017, Phil Lord et Chris Miller annoncent un film d'animation classé R pour Netflix, intitulé America: The Motion Picture. Ils développent ce projet avec Will Allegra, Matt Thompson, Adam Reed, Channing Tatum, Reid Carolin et Peter Kiernan. Le scénario est écrit par Dave Callaham et le film sera mis en scène par Matt Thompson,.